# 伊朗伊斯兰共和国国家残疾人奥林匹克委员会
伊朗伊斯兰共和国国家残疾人奥林匹克委员会（波斯語：‎，IOC编码：IRI），简称伊朗残奥委会，是代表伊朗的国家残疾人奥林匹克委员会。伊朗残奥委会成立于2001年，是国际残疾人奥林匹克委员会和亚洲残疾人奥林匹克委员会的成员。